# Canton de Saumur
Le canton de Saumur est une circonscription électorale française du département de Maine-et-Loire créée par le décret du 26 février 2014 et entrée en vigueur lors des premières élections départementales suivant la publication du décret.

## Histoire
Un nouveau découpage territorial de Maine-et-Loire entre en vigueur à l'occasion des élections départementales de 2015. Il est défini par le décret du 26 février 2014, en application des lois du 17 mai 2013 (loi organique 2013-402 et loi 2013-403). Les conseillers départementaux sont, à compter de ces élections, élus au scrutin majoritaire binominal mixte. Les électeurs de chaque canton élisent au Conseil départemental, nouvelle appellation du Conseil général, deux membres de sexe différent, qui se présentent en binôme de candidats. Les conseillers départementaux sont élus pour 6 ans au scrutin binominal majoritaire à deux tours, l'accès au second tour nécessitant 12,5 % des inscrits au 1er tour. En outre la totalité des conseillers départementaux est renouvelée. Ce nouveau mode de scrutin nécessite un redécoupage des cantons dont le nombre est divisé par deux avec arrondi à l'unité impaire supérieure si ce nombre n'est pas entier impair, assorti de conditions de seuils minimaux. En Maine-et-Loire, le nombre de cantons passe ainsi de 41 à 21.
Le canton de Saumur est formé de communes des anciens cantons de Saumur-Sud (11 communes et la fraction sud de la commune de Saumur) et de Angers-Nord-Ouest (la fraction nord de la commune de Saumur, incluant la commune associée de Saint-Lambert-des-Levées). Il est entièrement inclus dans l'arrondissement de Saumur. Le bureau centralisateur est situé à Saumur.

## Représentation
| Période élective | Période élective | Mandat | Mandat   | Identité        | Nuance | Nuance | Qualité                                                         |
| ---------------- | ---------------- | ------ | -------- | --------------- | ------ | ------ | --------------------------------------------------------------- |
| 2015             | 2021             | 2015   | 2021     | Françoise Damas |        | UDI    | Retraitée de l’administration Conseillère municipale de Saumur  |
| 2015             | 2021             | 2015   | 2021     | Laurent Hamon   |        | LR     | Agent général d'assurances à Saumur                             |
| 2021             | 2028             | 2021   | en cours | Françoise Damas |        | UDI    | Conseillère sortante, ancienne conseillère municipale de Saumur |
| 2021             | 2028             | 2021   | en cours | Didier Rousseau |        | DVD    | Agriculteur, maire d'Artannes-sur-Thouet depuis 2001            |

### Résultats détaillés

#### Élections de mars 2015
À l'issue du 1er tour des élections départementales de 2015, trois binômes sont en ballottage : Jackie Goulet et Géraldine Le Coz (Union de la Gauche, 35,02 %), Françoise Damas et Laurent Hamon (Union de la Droite, 33,39 %) et Christian Gautier et Monique Lieumont-Briand (FN, 26,23 %). Le taux de participation est de 50,78 % (13 107 votants sur 25 811 inscrits) contre 49,68 % au niveau départemental et 50,17 % au niveau national.
Au second tour, Françoise Damas et Laurent Hamon (Union de la Droite) sont élus avec 39,22 % des suffrages exprimés et un taux de participation de 54,10 % (5 255 voix pour 13 964 votants et 25 811 inscrits).

#### Élections de juin 2021
Le premier tour des élections départementales de 2021 est marqué par un très faible taux de participation (33,26 % au niveau national). Dans le canton de Saumur, ce taux de participation est de 30,27 % (7 491 votants sur 24 749 inscrits) contre 29,36 % au niveau départemental. À l'issue de ce premier tour, deux binômes sont en ballottage : Françoise Damas et Didier Rousseau (DVD, 29,38 %) et Mathilde Cohidon-Ramage et Grégory Pierre (Union au centre et à gauche, 20,72 %).
Le second tour des élections est marqué une nouvelle fois par une abstention massive équivalente au premier tour. Les taux de participation sont de 34,36 % au niveau national, 30,37 % dans le département et 32,33 % dans le canton de Saumur. Françoise Damas et Didier Rousseau (DVD) sont élus avec 60,1 % des suffrages exprimés (4 382 voix pour 8 003 votants et 24 755 inscrits),,.

## Composition
Lors du redécoupage de 2014, le canton de Saumur comprenait douze communes entières.
À la suite de la création de la commune nouvelle de Bellevigne-les-Châteaux au 1er janvier 2019 et au décret du 5 mars 2020 rattachant entièrement cette dernière au canton de Doué-en-Anjou, le canton comprend désormais onze communes entières.
| Nom                            | Code Insee | Intercommunalité       | Superficie (km2) | Population (dernière pop. légale) | Densité (hab./km2) | Modifier                                    |
| ------------------------------ | ---------- | ---------------------- | ---------------- | --------------------------------- | ------------------ | ------------------------------------------- |
| Saumur (bureau centralisateur) | 49328      | CA Saumur Val de Loire | 66,25            | 26 074 (2022)                     | 394                | modifier les données · modifier les données |
| Artannes-sur-Thouet            | 49011      | CA Saumur Val de Loire | 6,61             | 410 (2022)                        | 62                 | modifier les données · modifier les données |
| Distré                         | 49123      | CA Saumur Val de Loire | 14,72            | 1 812 (2022)                      | 123                | modifier les données · modifier les données |
| Fontevraud-l'Abbaye            | 49140      | CA Saumur Val de Loire | 14,82            | 1 477 (2022)                      | 100                | modifier les données · modifier les données |
| Montsoreau                     | 49219      | CA Saumur Val de Loire | 5,19             | 416 (2022)                        | 80                 | modifier les données · modifier les données |
| Parnay                         | 49235      | CA Saumur Val de Loire | 6,54             | 377 (2022)                        | 58                 | modifier les données · modifier les données |
| Rou-Marson                     | 49262      | CA Saumur Val de Loire | 12,66            | 644 (2022)                        | 51                 | modifier les données · modifier les données |
| Souzay-Champigny               | 49341      | CA Saumur Val de Loire | 8,92             | 691 (2022)                        | 77                 | modifier les données · modifier les données |
| Turquant                       | 49358      | CA Saumur Val de Loire | 7,86             | 569 (2022)                        | 72                 | modifier les données · modifier les données |
| Varrains                       | 49362      | CA Saumur Val de Loire | 3,40             | 1 282 (2022)                      | 377                | modifier les données · modifier les données |
| Verrie                         | 49370      | CA Saumur Val de Loire | 16,49            | 459 (2022)                        | 28                 | modifier les données · modifier les données |
| Canton de Saumur               | 4919       |                        | 163,46           | 34 211 (2022)                     | 209                | modifier les données                        |

## Démographie
En 2022, le canton comptait 34 211 habitants, en évolution de −6,93 % par rapport à 2016 (Maine-et-Loire : +2,12 %, France hors Mayotte : +2,11 %).
| 2013   | 2018   | 2022   |
| ------ | ------ | ------ |
| 37 114 | 36 250 | 34 211 |